# Belomortsi Point
Der Belomortsi Point (englisch; bulgarisch нос Беломорци nos Belomorzi) ist eine 140 m lange und niedrige Landspitze an der Nordküste der Livingston-Insel im Archipel der Südlichen Shetlandinseln. Sie liegt 1,2 km nordöstlich des Mercury Bluff, 0,85 km südöstlich von San Telmo Island sowie 2,3 km südlich des nordwestlichen Endes des Kap Shirreff am Gerlovo Beach am nordwestlichen Ende der Johannes-Paul-II.-Halbinsel.
Bulgarische Wissenschaftler kartierten sie 2005, 2009 und 2017. Die bulgarische Kommission für Antarktische Geographische Namen benannte sie 2017 nach der Ortschaft Belomorzi im Nordosten Bulgariens.